# Hellyeah (album)
Hellyeah – pierwszy album studyjny amerykańskiego zespołu muzycznego Hellyeah. Wydawnictwo ukazało się 10 kwietnia 2007 roku nakładem wytwórni muzycznej Epic Records.

## Lista utworów[3]
| Nr  | Tytuł utworu         | Długość |
| --- | -------------------- | ------- |
| 1.  | „Hellyeah”           | 3:30    |
| 2.  | „You Wouldn't Know”  | 4:18    |
| 3.  | „Matter of Time”     | 3:46    |
| 4.  | „Waging War”         | 3:05    |
| 5.  | „Alcohaulin' Ass”    | 3:54    |
| 6.  | „GodDamn”            | 3:20    |
| 7.  | „In the Mood”        | 0:58    |
| 8.  | „Star”               | 3:42    |
| 9.  | „Rotten to the Core” | 3:52    |
| 10. | „Thank You”          | 4:31    |
| 11. | „Nausea”             | 4:59    |
| 12. | „One Thing”          | 3:50    |
|     |                      | 43:45   |

## Twórcy albumu[3]
- Chad Gray – wokal
- Greg Tribbett – gitara
- Tom Maxwell – gitara rytmiczna
- Jerry Montano – gitara basowa
- Vinnie Paul – perkusja
- Sterling Winfield – produkcja, mix, mastering

## Listy sprzedaży
| Lista                           | Kraj              | Pozycja |
| ------------------------------- | ----------------- | ------- |
| Australian Charts               | Australia         | 49      |
| Oricon                          | Japonia           | 78      |
| Billboard 200. Hard Rock albums | Stany Zjednoczone | 15      |
| Billboard 200. Rock albums      | Stany Zjednoczone | 3       |
| Billboard 200                   | Stany Zjednoczone | 9       |